# 蘭学階梯
『蘭学階梯』（らんがくかいてい）は、大槻玄沢が記した書。1788年創刊。読んで字の如く「蘭学へ登るための階段梯子」という、いわば蘭学入門書である。
全2巻。上巻は日蘭通商と蘭学勃興の歴史を述べ、下巻にオランダ文法の初歩を説いている。
| スタブアイコン | サブスタブ | この項目は、まだ閲覧者の調べものの参照としては役立たない、書籍に関連した書きかけの項目です。この項目を加筆・訂正などしてくださる協力者を求めています（P:書物/PJ:出版）。項目が文学作品の場合は{Lit-substub}を貼り付けてください。 |